# Raymond Both
Raymond Both (Amsterdam, 10 september 1916 – aldaar, 13 november 1994) was een Nederlands beeldend kunstenaar. Hij was schilder, beeldhouwer en mozaïekmaker en is bekend gebleven door grote werken op muren van gebouwen, zoals Phoenix  en De scheppende hand en chaos in Amsterdam Nieuw-West.

## Enkele werken

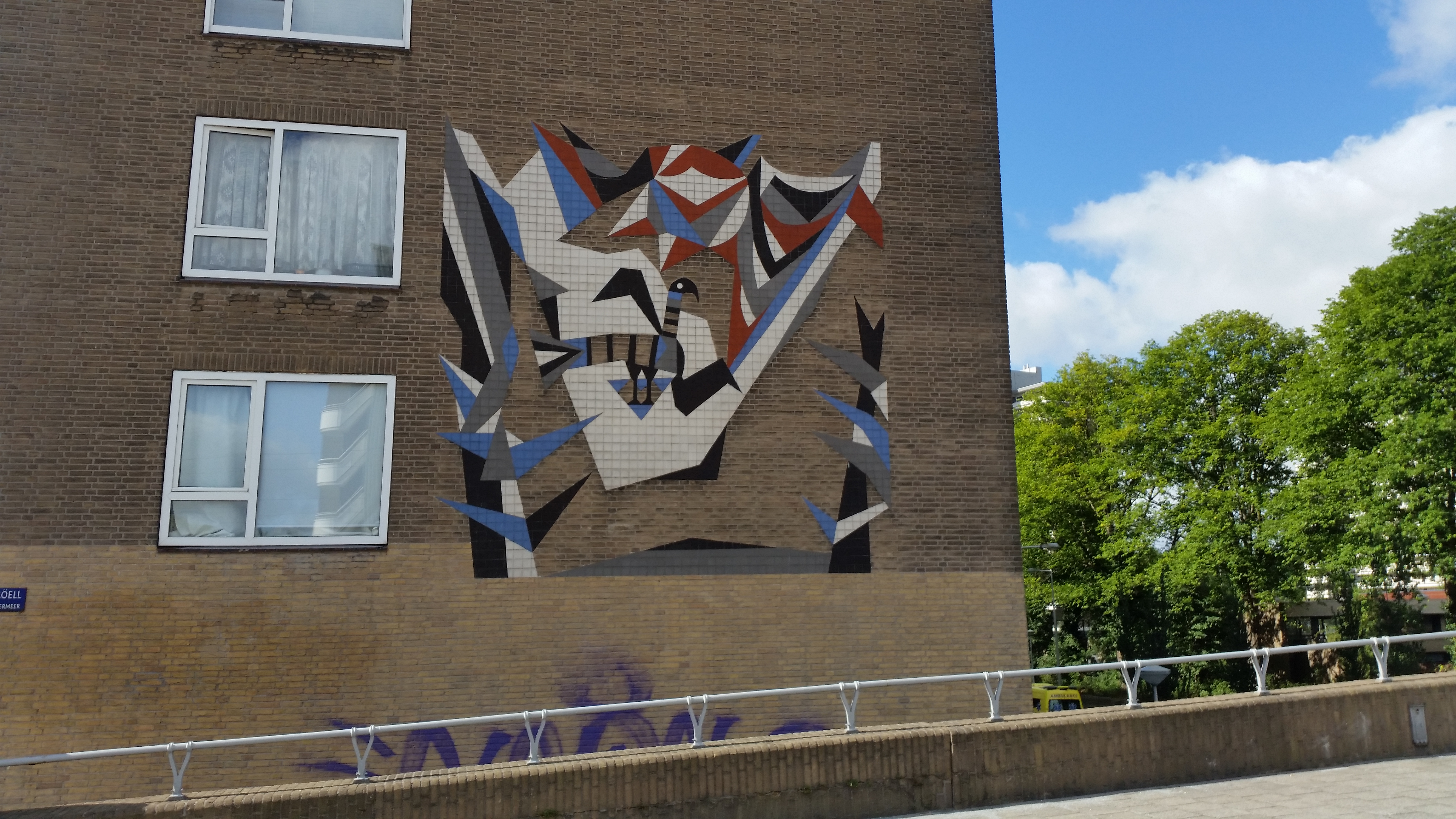
Phoenix, Amsterdam (1956)
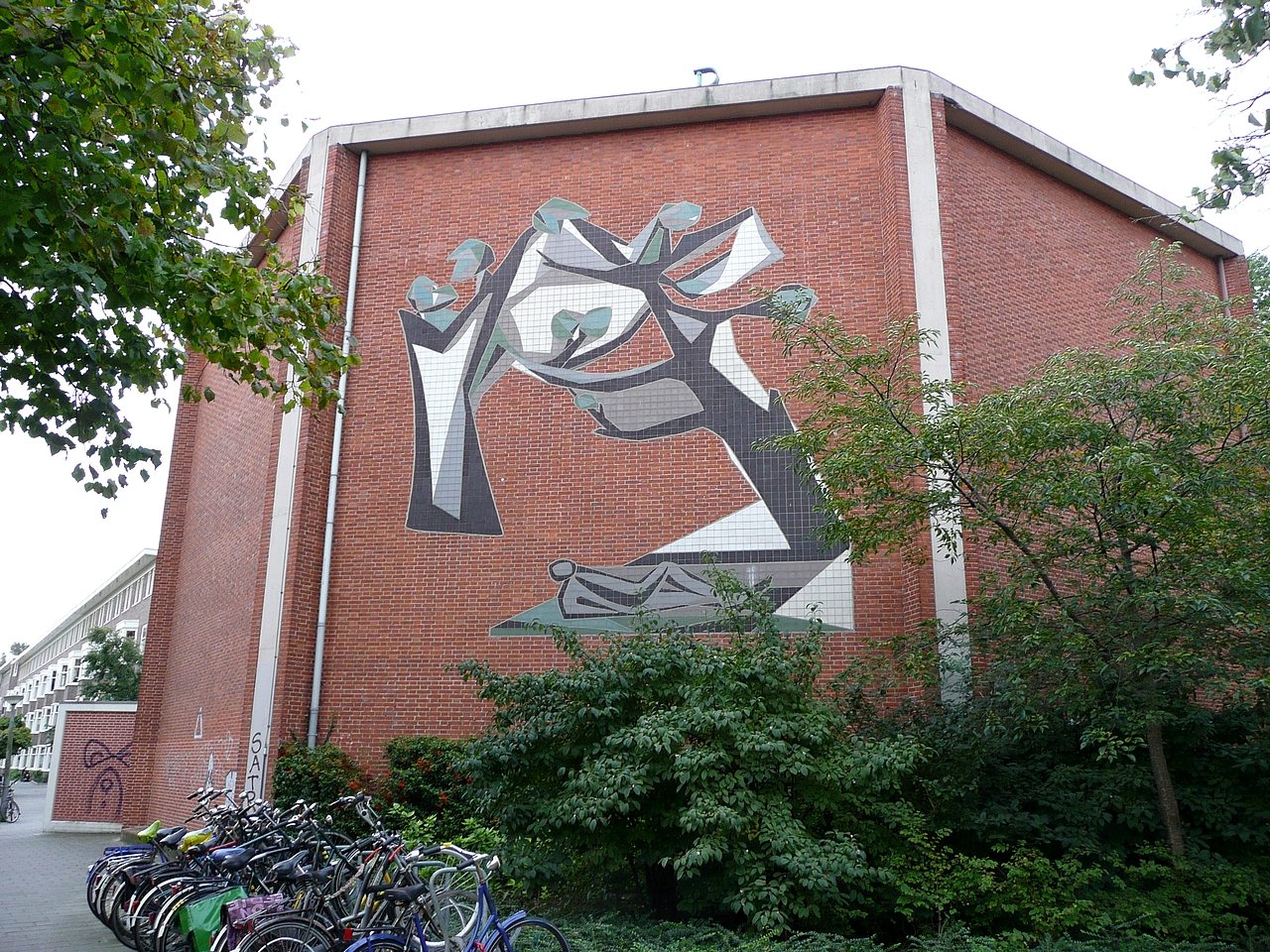
Levensboom, Maranathakerk Amsterdam (1956)
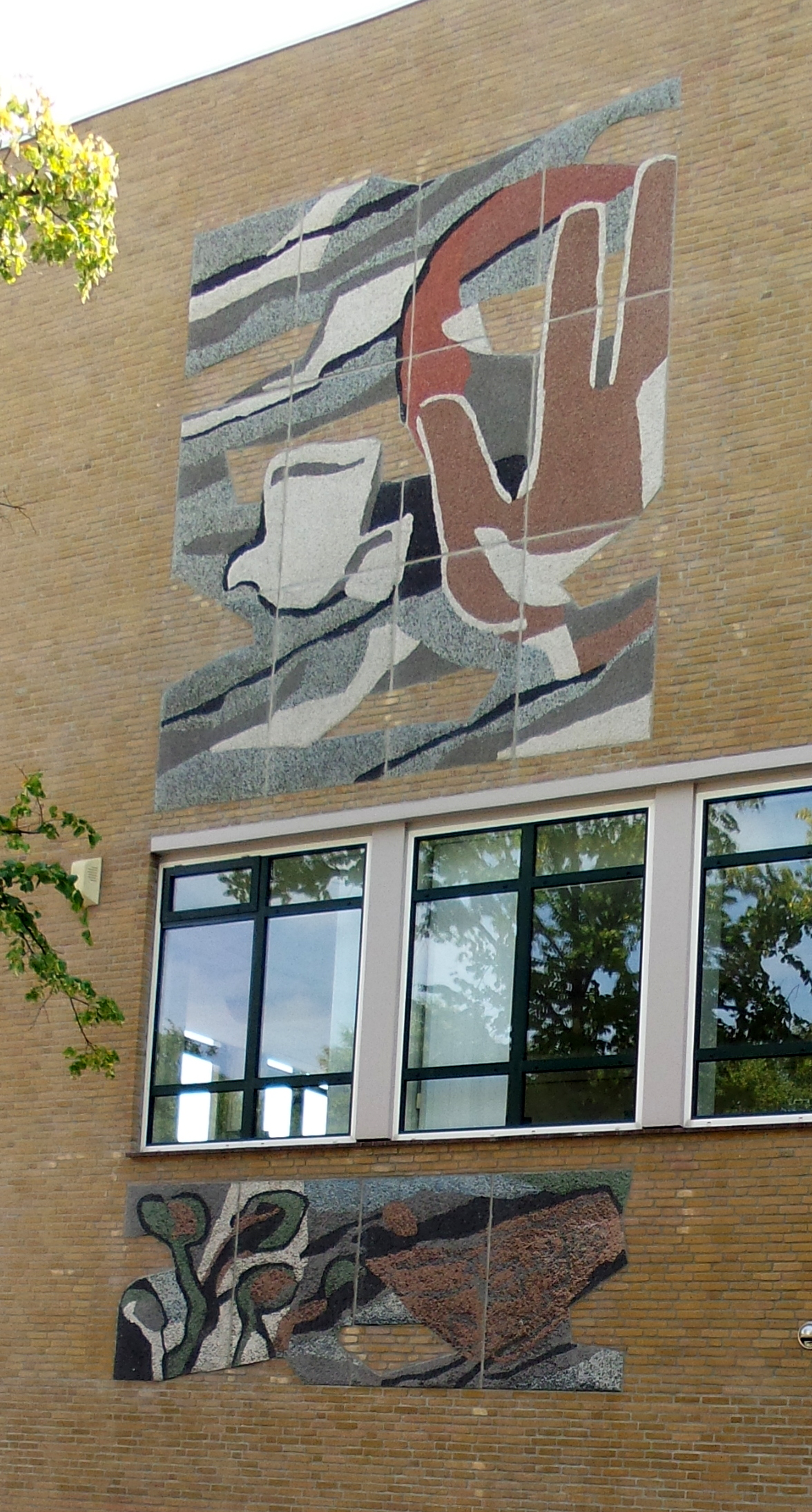
Scheppende hand en chaos, Amsterdam (1962)
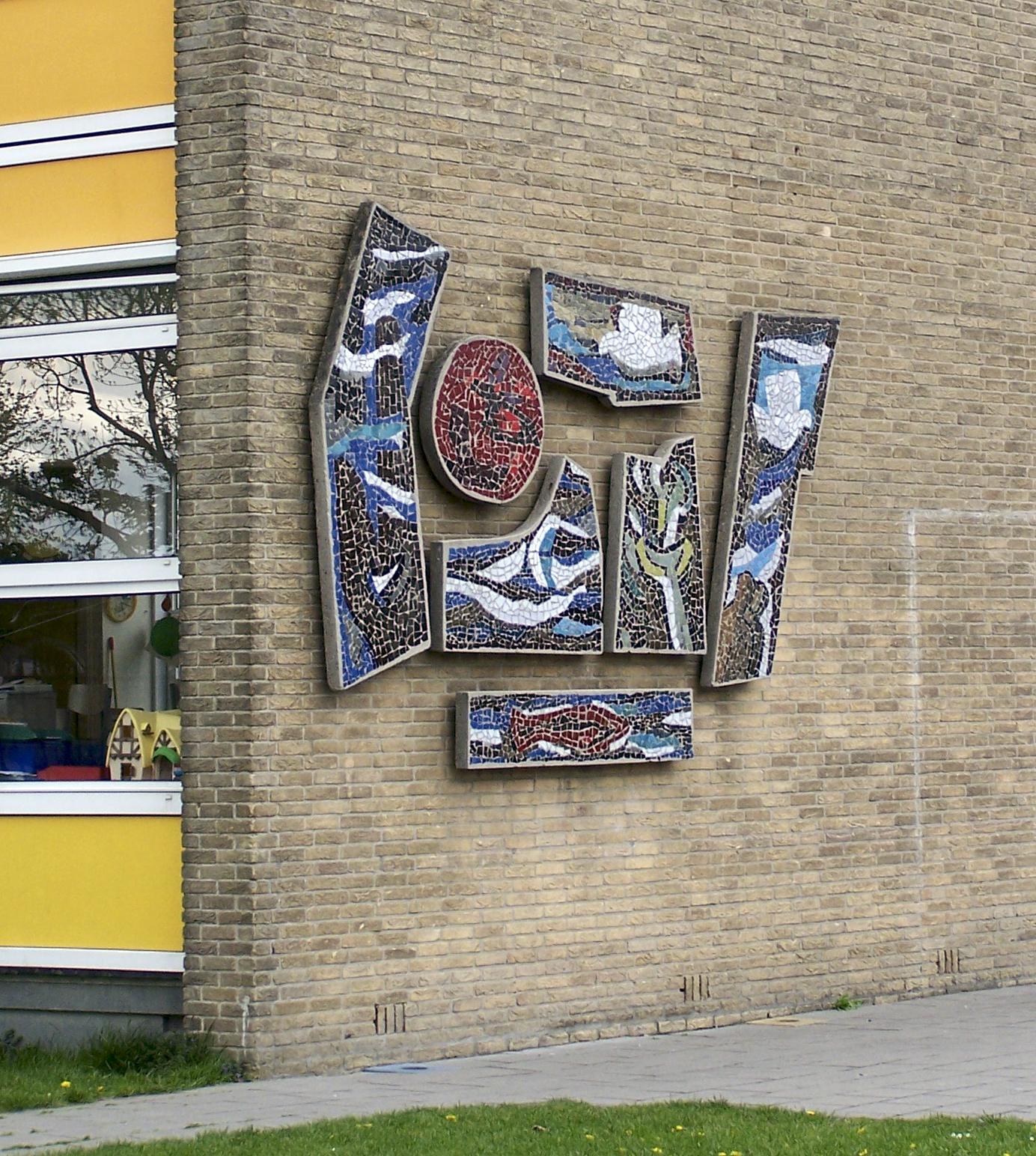
Zeven scheppingsdagen, Utrecht (1963)